# Салум

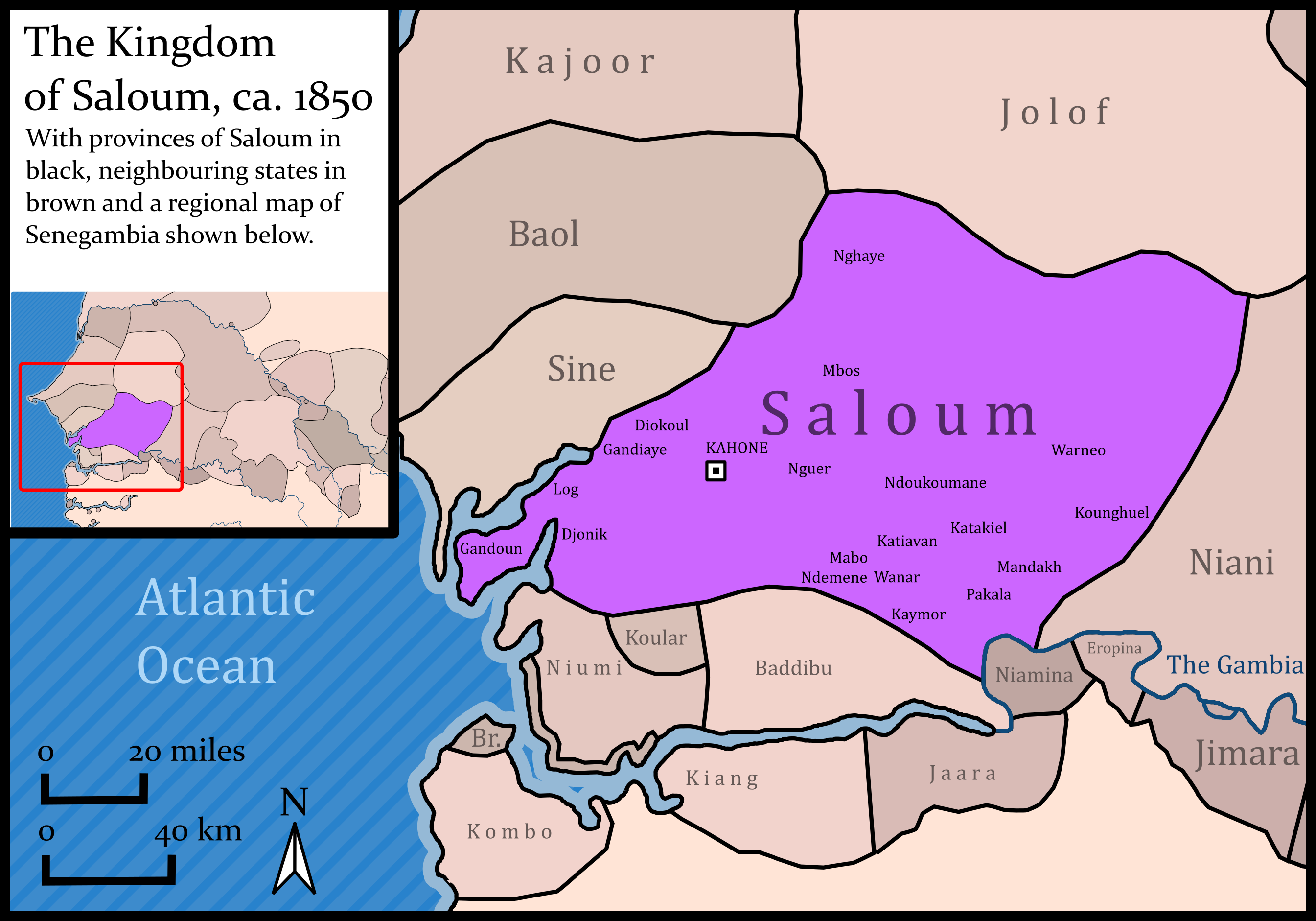

Салум (1494—1879) — держава на Заході Африки, що утворилася внаслідок занепаду імперії Волоф. Тривалий час боролася з сусідами за гегмонію. Згодом стало центром ісламізації. Зрештою було підкорено Францією. Втім зберігало певну автономію до 1969 року.

## Історія
У рамках імперії Волоф існувало державне утворення народу серер Мбей. Наприкінці XV ст. починається поступовий занепад імперії Волоф. Цим скористалися марабути на чолі із Саалумом Суваре з долини річки Гамбія, які допомогли Мбегану Ндуру захопити владу в Мбеї. Той перейменував державу на Салум. Також уклав союз з ламане держави Сіне. За іншими відомостями племена сосе з держави Каабу (плато Фута-Джаллон), які захопили Мбей (можливо, також за підтримки марабутів Гамбії), де створили власну державу, скориставшись ослабленням Волоф.
Відносини Салуму з імперією Волоф до кінця не зрозумілі. Втім вважається, що Салум здобув незалежність у 1494 році. З самого початку нові салумські правителі діяли спільно з ламане Сіне. Остаточно домоглися незалежності лише після розпаду імперії Волоф в 1549 році.
Напочатку спільно з Сіне відбивав напади племен тукулерів. Згодом Салум досяг значної влади, ставши володарем земель до Гамбії. З XVII ст. сторіччя Салум став втручатися у справи держави Баол. Також встановлюється зверхність над невеличкими державами барра, Дадібу і Ніані уздовж річки Гамбія.
З XVIII ст. активізовано торгівельні відносини з французькими і британськими компаніями. З початку XIX ст. останні посилюють свою присутність у регіоні. За рахунок ослаблення Салуму та за підтримки британців Барра, Дадібу і Ніані здобувають самостійність від Салуму. Останній до середини XIX ст. втрачає вихід до річки Гамбія, де згодом утворюється британський протекторат.
1861 року було відбито спробу французького загону захопити Салум. 1862 роках в областях Фара-садак і Фара-сандіал почав джихад на чолі із Самбу Умане Туре, учнем суфійського лідера Маба Діаху Ба, що 1861 року захопив провінції Бадібу (Ріп). До 1865 року той захопив ще 2 провінції Салуму, погрожуючи столиці, яку втім не зміг захопити. 1867 року Маба Діаху Ба зазнав поразки від французів та військ Сіне. Але його прихильники боролися проти Салуму до 1870 року, що значно послабило державу. За цим посилюється проникнення французьких колоністів та торгівців до Салуму. 1887 року встановлено французький протекторат над Салумомо. Держава стала частиною Французької Західної Африки. Втім остаточно монархію ліквідовано у 1969 році.

## Територія і населення
Спочатку держава простягалося від річки Салум до півночї течії річки Гамбія. Столицею було місто Кахоне, але з XVIII ст. найбільшу вагу набув Каолак.
Основу становив народ серер. Згодом відбулася міграція волоф і мандінка. Також значну частину становили фульбе.

## Управління
На чолі стояв володар, що мав титули маад-салум (волофи називали його бур). прийнявши його в 1567 році. Він походив з аристократичного роду Гевар, що був дуже розгалуженим. Значним впливом була наділена рада знаті, без рішення якої маад не міг прийняти зовнішніх та військових кроків. Основними службовцями були великий діараф (на кшталт першого міністра), фарба-каба (голова війська). Починаються з початку XIX ст. ламане (правителі) провінцій фактично напівнезалежними, де встановлюється спадковий принцип.
Провінціями Салуми були: Ндукумане, Кулар, Нгаєсиньї, Дйолор, Кайємор, Лог, Кахоне, Гандіає та Ріп (Бадібу).

### Маад-салум
- Мбеган Ндур (1493—1513)
- Гіранохап Ндонг (1513—1520)
- Латмінге Ділен Ндіає (1520—1543)
- Самба Ламбур Ндіає (1543—1547)
- Сені Ндіме Ділен Ndiaye (1547—1550)
- Латілор Бадіане (1550—1559)
- Валбумі Ділен Ндіає (1559—1567)
- Салеотане Діуф (1567—1612)
- Самбаре Діоп (1612—1614)
- Бірам Ндієме Кумба Ндіає (1614—1637)
- Ндене Ндіає Мароне Ндао (1637—1639)
- Мбаньє Дімель Ндіає (1639—1645)
- Валдіодіо Ндіає (1645—1654)
- Амакоду Ндіає (1654—1689)
- Амафал Фалл (1689—1690)
- Амадіуф Діуф (1690—1696)
- Сенгане Кеве Ндіає (1696—1726)
- Латілор Ндонг (1726—1730)
- Амасіга Сек Ндіає (1730—1732)
- Бірам Хуредія Тієк Ндао (1732—1734)
- Ндене Ндіає Біге Ндао (1734—1753)
- Мбаньє Діоп (1753—1760)
- Мбаньє Діогоп Ндіає Мбодж (1760—1767)
- Сандене Коду Біге Ндао (1767—1769)
- Сенгане Діогоп Мбодж (1769—1776)
- Ндене Діогоп Мбодж (1776—1778)
- Сегане Деген Ндіає (1778)
- Сандене Коду Фалл Ндао (1778—1787)
- Бірам Ндієме Ніахана Ндіає (1787—1803)
- Макумба Діоґоп Мбодж (1803—1810)
- Ндене Ніахана Ндіає (1810—1817)
- Бірам Хуредія Мбодж Ндіає (1817—1823)
- Нде Мбагу Ндіає (1823)
- Балле Ндунгу Хуредія Ндао (1823—1851)
- Бала Адама Ндіає (1851—1854)
- Соке Біге Ндіає (1854)
- Кумба Ндама Мбодж (1855—1859)
- Самба Лаобе Лацука Фалл (1859—1864)
- Фаха Фалл (1864—1871)
- Ніаут Мбодж (1871—1876)
- Садіука Мбодж (1876—1879)
- Гедель Мбодж (1879—1896)
- Сему Джіміт Діуф (1896—1899)
- Ндієме Ндієнум Ндао (1899—1902)
- Нден Діогоп Діуф (1902—1903)
- Сему Нгує Діуф (1903—1913)
- Горі Тіоро Діуф (1913—1919)
- Махава Сему Діуф (1919—1935)
- Фоде Нгує Діуф (1935—1969)

## Економіка
З огляду на вигідне розташування, розмаїття природи в держави було добре розвинені землеробство, тваринництво, рибальство, торгівля. У солончаках уздовж дельти процвітала галузь солеробства. З утворенням європейських факторій важливим напрямком стала торгівля арахісом.